# Hubert Bennek
Hubert Bennek (* 1. Februar 1903 in Ratibor, Oberschlesien; † 25. Oktober 1944 in Essen) war ein deutscher Metallurg und Eisenhüttendirektor.

## Leben und Beruf
Nach der Beendigung des Studiums der Eisenhüttenkunde an der Technischen Universität Breslau und Technischen Universität Berlin-Charlottenburg wurde Benneke im Jahr 1928 Assistent an der Versuchsanstalt der Friedrich Krupp AG in Essen. Rund ein Jahr war er in den Stahlwerken der Friedrich-Alfred-Hütte in Rheinhausen beschäftigt dann wurde ihm im Jahr 1939 die Leitung der Versuchsanstalt anvertraut und im Jahr 1940 wurde er zum Prokurist ernannt. Mit seiner Ernennung im Jahr 1941 zum Abteilungsdirektor stand Benneke dem Forschungsinstitut in Essen und seit dem Jahr 1944 der gesamten Forschung des Krupp-Konzerns vor.
Hubert Bennek hat in seinem wissenschaftlichen Wirken die Eisenhütten innovativ gefördert, wie die rund 60 Veröffentlichungen es belegen; Untersuchungen über die Ausbildungsform der Sulfiden bei verschiedener Legierung und Wärmebehandlung oder über die Kerbschlagzähigkeitsbestimmung bei tiefen  Temperaturen (die Bennekprobe).

## Veröffentlichungen (Auswahl)
- Über den Zusammenhang von Härtbarkeit und Anlaßbeständigkeit bei Anwesenheit schwerlöslichen Sonderkarbide im Stahl, unter besonderer Berücksichtigung der Vanadinstähle. (Dr.-Dissertation), Technische Hochschule Aachen 1932.
- Einfluß des Phosphors auf die Anlaßsprödigkeit. Verlag Stahleisen, Düsseldorf 1935.
- Gefügeuntersuchung von Stahl mit dem Elektronenmikroskop. Verlag Stahleisen, Düsseldorf 1942.

## Mitwirkung (Auswahl)
- mit Alfred Niedenthal: Der Einfluß einer Wärmebehandlung auf die Ausbildungsform des Schwefels im Stahl. Verlag Stahleisen, Düsseldorf 1934.
- mit Walter Tofaute, Alfred Sponheuer: Umwandlungs-, Hartungs- und Anlaßvorgänge in Stahl mit Gehalten bis 1 % C und bis 12 % C. Verlag Stahleisen, Düsseldorf 1935.
- mit Eduard Houdremont, Heinrich Nenmeister: Die Wirkung geringer Kupfergehalte auf die Festigkeitseigenschaften von Hochbaustählen. Verlag Stahleisen, Düsseldorf 1939.
- mit Eduard Houdremont, Hans Wentrup: Erforschung der Bekämpfung der interkristallinen Korrosion des unlegierten Stahles. Verlag Stahleisen, Düsseldorf 1940.
- mit Fritz H. Müller: Ungewöhnliche Brucherscheinungen im Schweißgut hochwertiger Lichtbogenschweißungen. Verlag Stahleisen, Düsseldorf 1941.
- mit Eduard Houdremont, Richard Mailänder: Das Verhalten der Stähle mit verschiedener Kerbschlagzähigkeit bei Verformung unter mehrachsiger Beanspruchung. Verlag Stahleisen, Düsseldorf 1953.

## Quelle
- Hubert Bennek. In: Walther Killy (Hrsg.): Deutsche Biographische Enzyklopädie. 1. Auflage. Band 1: Aachen–Boguslawski. K. G. Saur, München 1995, ISBN 3-598-23161-X, S. 426.

| Personendaten    | Personendaten                               |
| ---------------- | ------------------------------------------- |
| NAME             | Bennek, Hubert                              |
| KURZBESCHREIBUNG | deutscher Metallurg und Eisenhüttendirektor |
| GEBURTSDATUM     | 1. Februar 1903                             |
| GEBURTSORT       | Ratibor, Oberschlesien                      |
| STERBEDATUM      | 25. Oktober 1944                            |
| STERBEORT        | Essen                                       |